# Zifta
Zifta es una ciudad de Egipto, perteneciente a la Gobernación Occidental (Gharbia), en cuyo límite oriental se sitúa. Emplazada en el centro del delta del Nilo, está bañada por el brazo Damieta del río. Con una actividad económica centrada en la agricultura y el procesado de alimentos, así como en el comercio de bienes relativos a las anteriores actividades, fue importante centro de producción de algodón y lino en la historia del país, que sufrió un declive relativo a raíz de la política económica de la Infitah, reorientándose posteriormente la producción agrícola hacia las frutas y verduras. Tiene una población de alrededor de 100 000 habitantes.